# リゾートみのり
リゾートみのりは、かつて東日本旅客鉄道（JR東日本）が仙台駅 - 新庄駅間を東北本線・陸羽東線経由で運行していた臨時快速列車（観光列車）である。
本項では「リゾートみのり」に使用されていた鉄道車両であるみのりについても記述する。

## 概要
仙台・宮城デスティネーションキャンペーンに伴って運行開始した観光列車で、同社の「リゾートしらかみ」や「きらきらみちのく」に続くキハ48形の観光型気動車「みのり」が専用で用いられた。
「みのり」は「リゾートみのり」での運用を中心としつつもジョイフルトレインとして他線区への出張も多く行われており、種車が同じである「びゅうコースター風っこ」との混結も行われたことがある。
2020年（令和2年）3月、老朽化により同年6月28日をもって引退すると発表された。しかし、新型コロナウイルス感染症の影響で同年4月13日より運休となり、6月28日に予定していた最終運転も中止となったため、最終運転の日程については検討中である旨が告知されていた。その後新たな日程が組まれ、8月8日から10日にかけて運転された臨時列車「ありがとうリゾートみのり号」を最後にすべての営業運転を終了した。後継として、ほぼ同じダイヤでキハ110系気動車によって運行される「快速湯けむり号」が設定されている。

## 運行概況
金・土・日曜日を中心に1日1往復の運転で、午前に仙台 → 新庄、午後に新庄 → 仙台の列車が設定されていた。このうち上りについては春季から秋季と冬季で時間が約2時間異なっていた。また、下りについては鳴子温泉駅で長時間の停車がとられていた。
「みのり」は3両編成であるが、2両で運転されることもあった。

### 停車駅
仙台駅 - 松島駅 - 小牛田駅 - 古川駅 - 岩出山駅 - 有備館駅 - 川渡温泉駅 - 鳴子御殿湯駅 - 鳴子温泉駅 - 中山平温泉駅 - 赤倉温泉駅 - 最上駅 - 瀬見温泉駅 - 新庄駅

## 使用車両
五能線で既に運行されていた観光列車「リゾートしらかみ」の車両（キハ40形・48形の改造車）を基に、郡山総合車両センターにてキハ48形3両から改造された。先頭1号車が仙台方となる普通車3両編成であり、改造に伴う車両番号の変更はない。
愛称は「みのり」で、一般公募により決定。陸羽東線のキーワードである「稲穂」＝実りある収穫、「温泉」＝実りあるひととき、「紅葉」＝実りの秋、そして「実り多い旅にしてほしい」ということから命名された。
各車とも座席車（回転リクライニングシート）とし、1・3号車の550と546には展望ラウンジを、2号車の549にはイベントスペースを設けている。外観では、1・3号車の前頭部形状を変更した他全車の側窓を拡大してブロンズガラスの固定窓とし、眺望を存分に楽しめるよう配慮している。塗装は「紅葉」をイメージした深緋色と漆黒を組み合わせた色をベースとし、先頭車の前面には「伊達政宗の冑」をイメージしたアンティークゴールドの装飾、先頭車から側面の下部にかけて「稲穂」をイメージしたメタリックゴールドを、側面の出入り口にはメタリックシルバーをあしらった塗り分けとしている。
座席は鳴子峡などの紅葉をイメージしたモケットのリクライニングシートとなり、シートピッチも1,200 mmに拡大された。リクライニングシートには、通常のテーブルに加え、肘掛にもテーブルが収納されている。1・3号車には車椅子スペースが設けられている。
- 1号車 キハ48 550 - 定員34人
- 2号車 キハ48 549 - 定員36人
- 3号車 キハ48 546 - 定員34人

なお営業運転終了後の8月12日、廃車のため郡山総合車両センターへ回送され、9月1日付で廃車された。

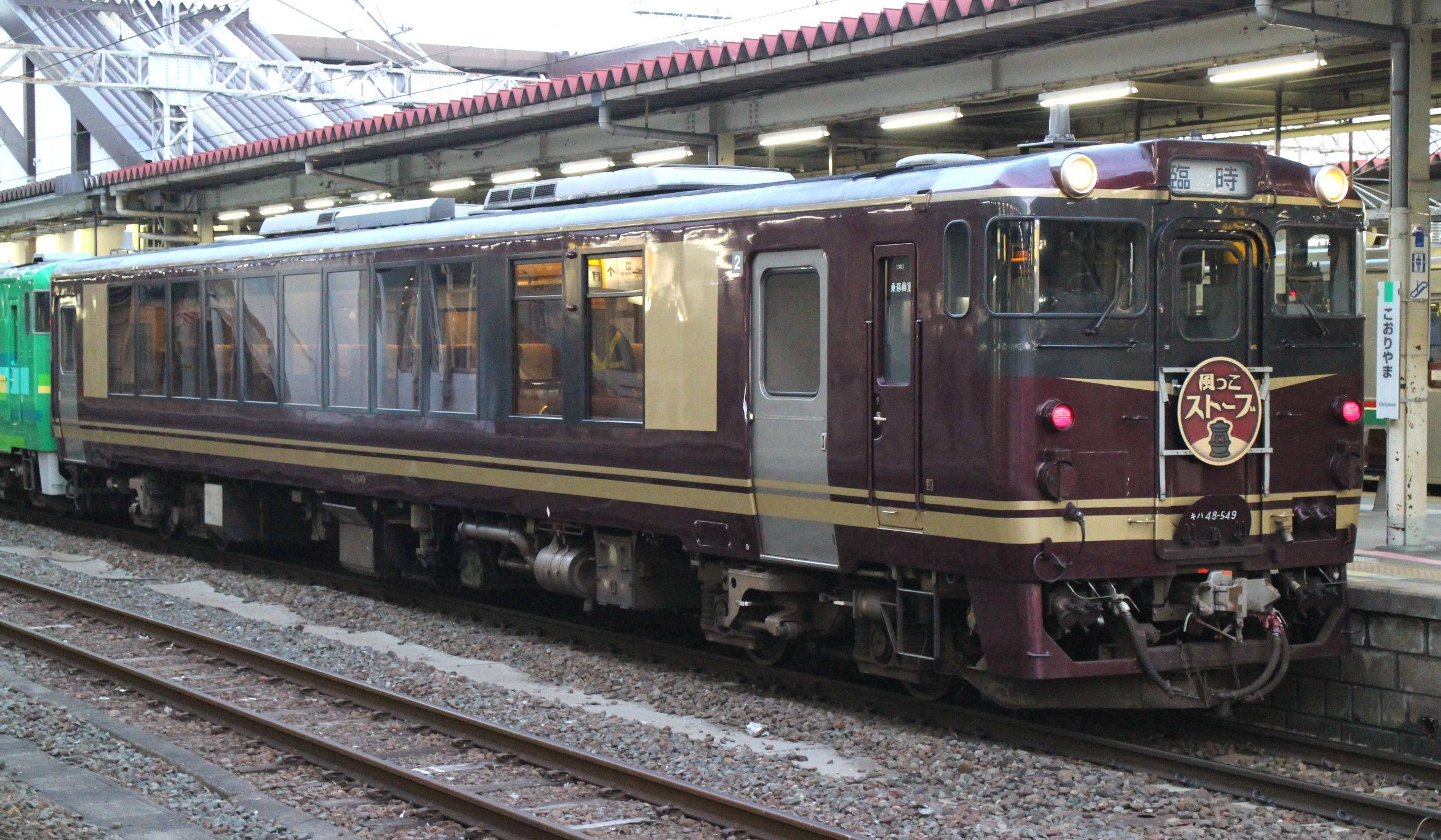
2号車のキハ48-549（2015年2月）
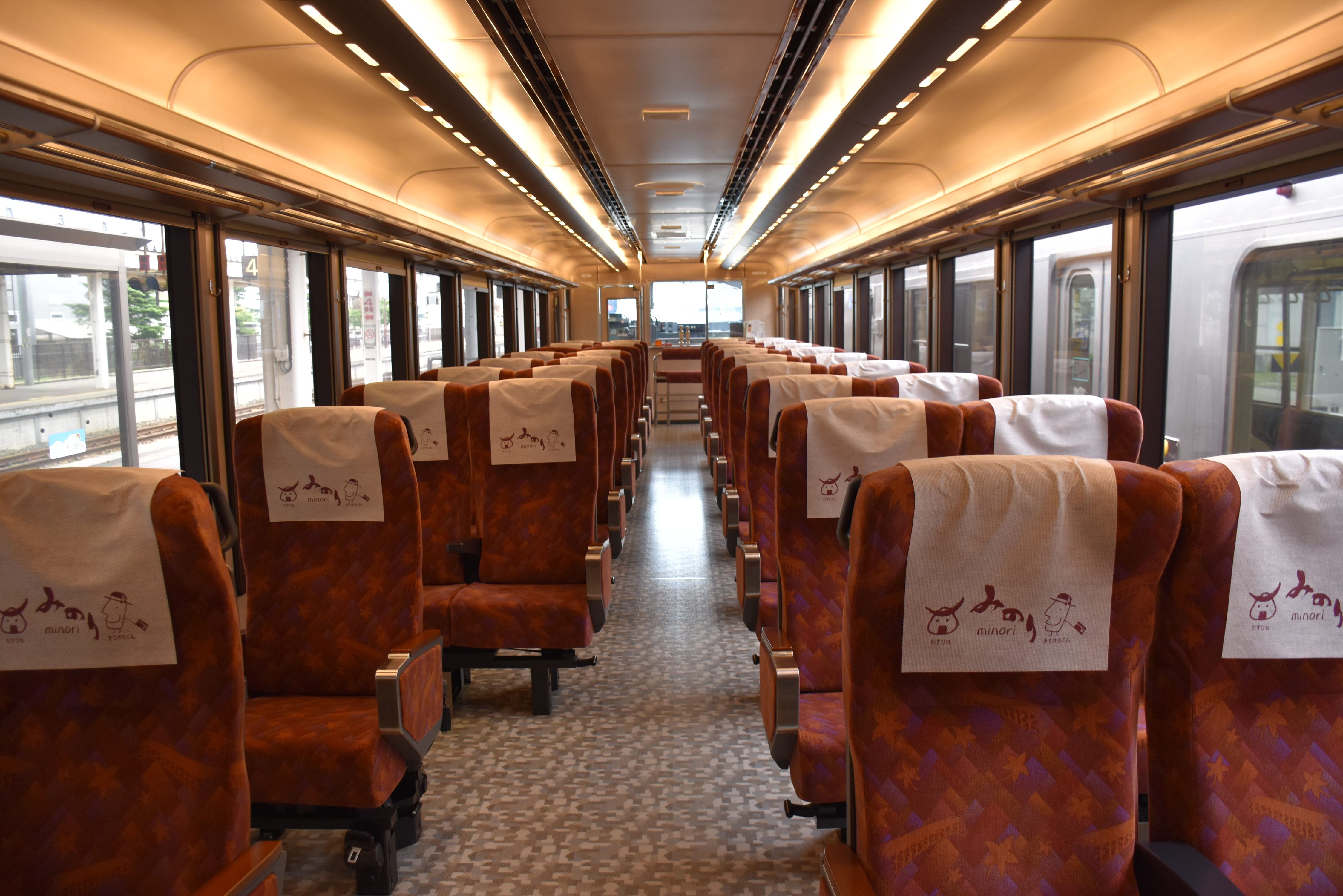
車内 （2016年7月）
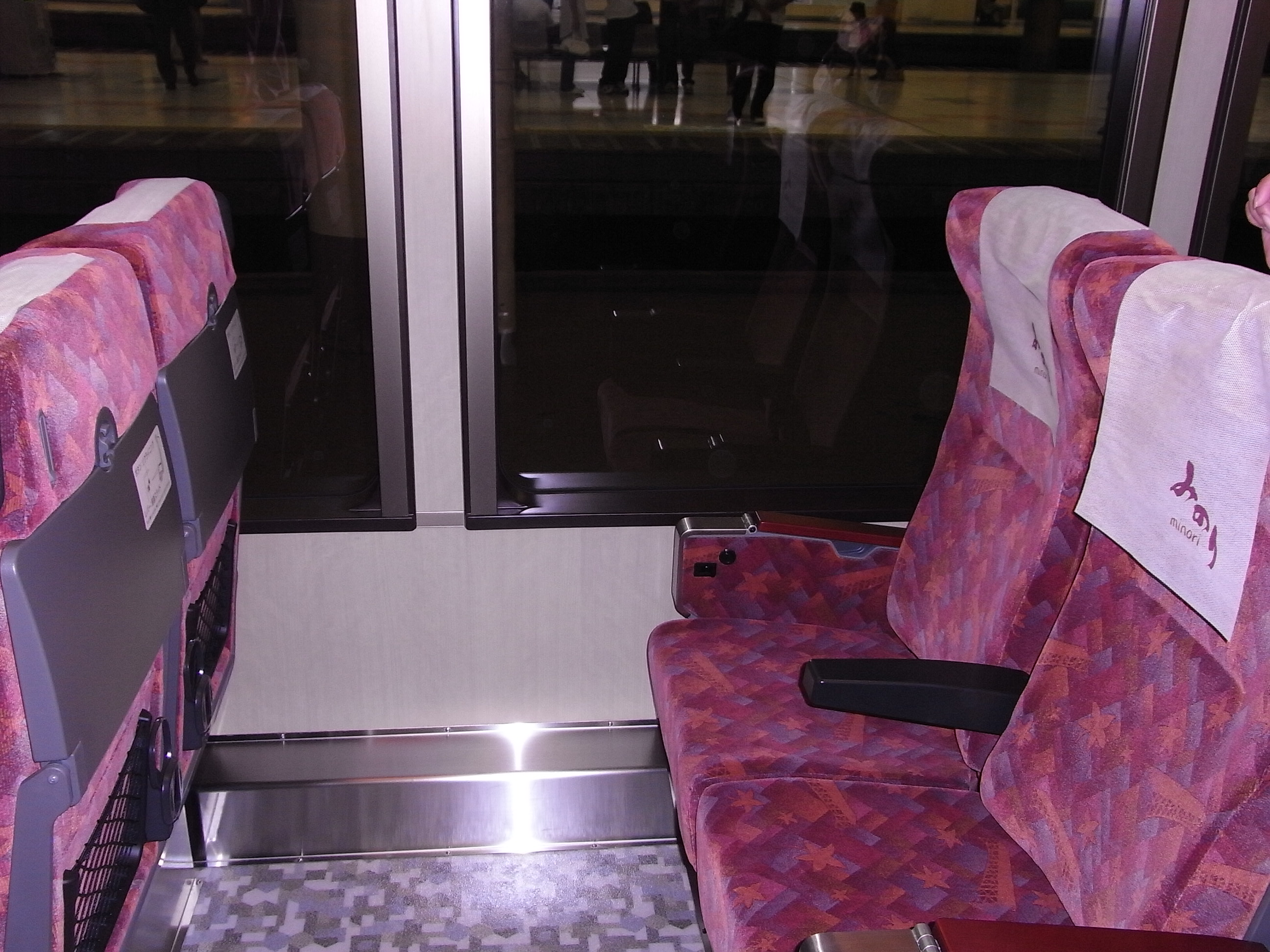
客席（2008年9月）

## 沿革
- 2008年（平成20年）
  - 5月：陸羽東線用新型リゾート気動車の愛称を「みのり」に決定。
  - 9月14日・15日：上野駅にて、使用車両である「みのり」の一般車両展示会を開催。
  - 10月1日：小牛田駅 - 新庄駅間で運行開始[10]。
  - 10月4日：仙台駅 - 新庄駅間で運行開始。
- 2009年（平成21年）12月23日：利用者4万人を達成[11]。
- 2010年（平成22年）
  - 3月13日：ダイヤ改正により、それまで土・祝日および指定日のみだった仙台駅 - 新庄駅間での運転が、すべての運転日に変更された。また、運転日が月・金・土・祝日及び指定日のみとなった。
  - 7月2日：利用者5万人を達成[12]。
- 2013年（平成25年）8月24日：利用者10万人を達成[13]。
- 2015年（平成27年）6月9日・19日：東北本線・石巻線経由で仙台駅 - 女川駅間を臨時列車として運行[14]。
- 2016年（平成28年）3月19日：利用者15万人を達成[15]。
- 2019年（令和元年）7月20日：利用者20万人を達成[16]。
- 2020年（令和2年）
  - 4月13日 : 新型コロナウイルスの感染拡大防止のため、同年5月31日まで運休[5]。
  - 5月13日 : 同年6月1日以降の運休延長を発表[6]。
  - 8月8日 - 10日：団体専用列車「ありがとうリゾートみのり号」の運転をもって、すべての営業運転を終了[1][注 1]。